# Опасно для жизни!
«Опасно для жизни!» — советский художественный фильм режиссёра Леонида Гайдая. Премьера состоялась 10 июня 1985 года.

## Сюжет
Спартак Молодцов (Леонид Куравлёв) — человек, который не может пройти мимо. Из-за этого он постоянно попадает в разные истории. Так, однажды утром он обнаружил оборванный провод высокого напряжения и опоздал на работу, где практически был сорван приём посетителей, ибо его новый бюрократ-начальник (Борислав Брондуков) боялся принимать решения без него.
Молодцов, пребывая на своём посту возле опасного оборванного провода, знакомится с алкоголиком Чоколовым (Георгий Вицин) и девушкой Тамарой (Татьяна Кравченко) — водителем автофургона для перевозки мороженого. Именно на этом ответственном «дежурстве» в конце концов находит его посетитель учреждения товарищ Кипиани (Тамаз Толорая).

## В фильме снимались
- Леонид Куравлёв — Спартак Иванович Молодцов
- Лариса Удовиченко — Катерина Ивановна, сестра[1] Молодцова
- Татьяна Кравченко — Тамара, водитель фургона
- Георгий Вицин — Александр Петрович Чоколов, алкоголик
- Тамаз Толорая — Вано Николаевич Кипиани, снабженец
- Нина Гребешкова — Зинаида Петровна Степанова, сослуживица Молодцова
- Борислав Брондуков — Андрей Павлович Переделкин, начальник Молодцова (озвучивает Станислав Коренев)
- Владимир Носик — Максим Аркадьевич Дмитриев, жених Катерины
- Максим Раевский — Климентий, сын Катерины и племянник Молодцова
- Михаил Кокшенов — Рокотов, лейтенант милиции
- Лев Поляков — подполковник, начальник отделения милиции
- Андрей Гусев — Анисимов, младший лейтенант милиции
- Василий Куравлёв — Мальчик из автобуса, друг Климентия (в титрах не указан)

## Съёмочная группа
- Авторы сценария: Роман Фурман, Олег Колесников, Леонид Гайдай
- Режиссёр-постановщик: Леонид Гайдай
- Оператор-постановщик: Виталий Абрамов
- Художник-постановщик: Феликс Ясюкевич
- Композитор: Максим Дунаевский
- Звукооператор: Раиса Маргачёва
- Текст песен: Леонида Дербенёва
- Государственный симфонический оркестр кинематографии
  - дирижёр: Константин Кримец
- Режиссёр: Марина Волович
- Оператор: Евгений Шведов
- Художник по костюмам: Елена Черемных
- Монтажёр: Клавдия Алеева
- Художник-гримёр: Е. Евсеева
- Комбинированные съёмки:
  - Оператор: Д. Плестников
  - Художник: О. Казакова
- Редактор: Роза Буданцева
- Музыкальный редактор: Арсений Лаписов
- Директор картины: Эдуард Волков

## Песни в фильме
- Николай Караченцов — «Мне снился сон» (музыка Максима Дунаевского, слова Леонида Дербенёва)

## Критика
Киновед Мирон Черненко считал, что в фильме много эксцентрики, а «временами количество этих гэгов кажется просто чрезмерным».
Кинокритик Андрей Зоркий написал: «Мы узнаём Леонида Гайдая, его руку, мастерство, комедийный стиль».
Киновед Евгений Новицкий в своей книге «Леонид Гайдай», вышедшей в серии «Жизнь замечательных людей», прямо указывает на то, что сам режиссёр довольно критично относился к фильму.